# RWD-10
RWD-10 – polski samolot akrobacyjny używany przez polskie lotnictwo sportowe w latach 1933–1939, skonstruowany przez zespół konstrukcyjny RWD.

## Historia
RWD-10 został zaprojektowany jako jednomiejscowy samolot akrobacyjny o właściwościach pilotażowych zbliżonych do PZL P.7. Początkowym zamysłem konstruktorów było dostarczenie na potrzeby wojska samolotu do ćwiczeń w symulacji walki kołowej i akrobacji, stąd pierwotnie miał być wyposażony w fotokarabin.

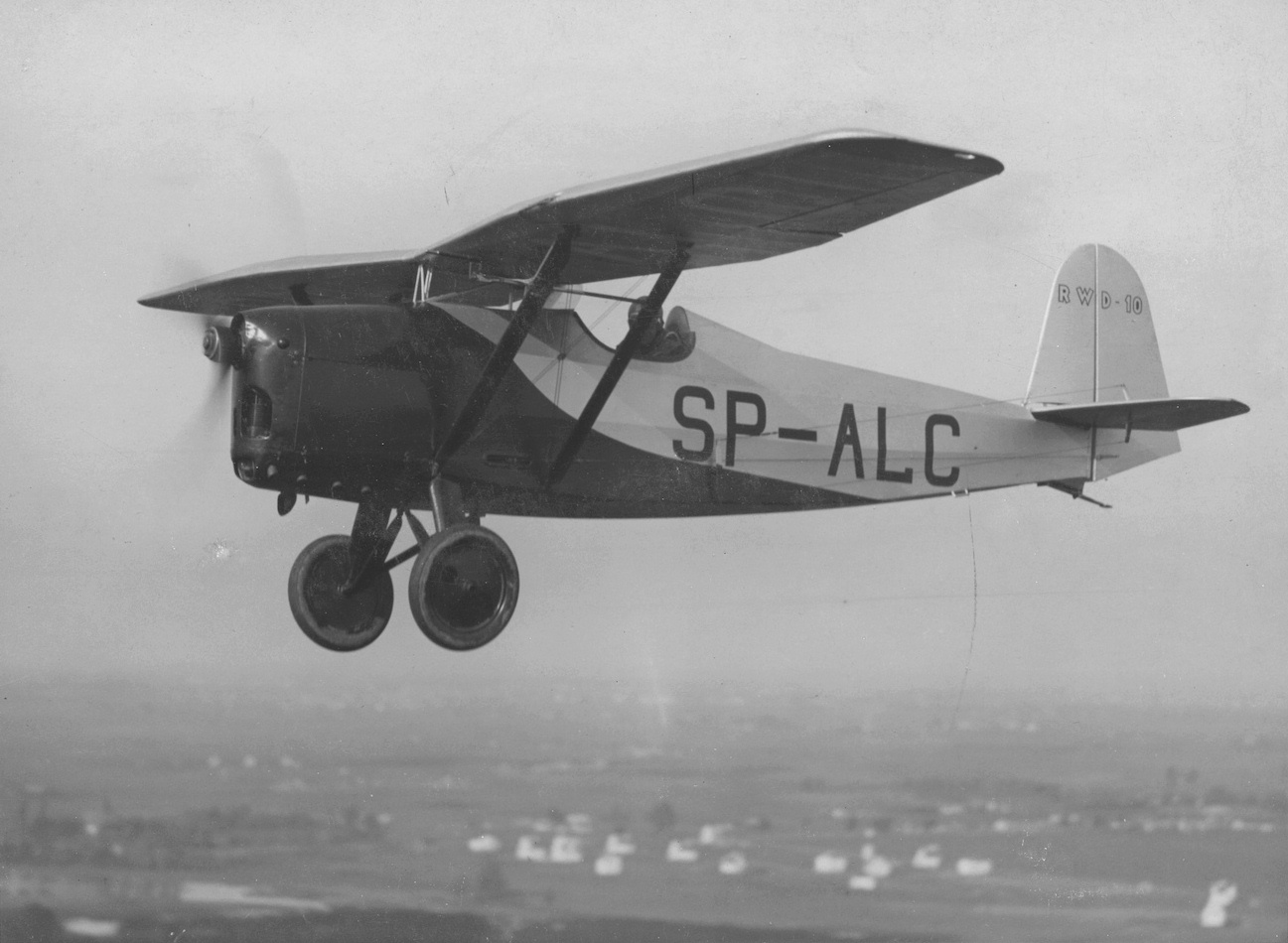
Prototyp samolotu pilotuje Kazimierz Chorzewski

Do prac konstrukcyjnych przystąpiono w połowie 1932 r., trwały one około pół roku. Głównym konstruktorem był Jerzy Drzewiecki z zespołu RWD w Doświadczalnych Warsztatach Lotniczych. Pierwszy prototyp (nr fabr. 73, znaki rejestracyjne SP-ALC) z silnikiem Cirrus Hermes IIB został oblatany w lipcu 1933 roku przez konstruktora. Wyniki nie były zadowalające, samolot był niestateczny kierunkowo. Po modyfikacjach (m.in. przedłużeniu kadłuba, usunięciu destabilizujących owiewek) uzyskano poprawę charakterystyki samolotu. Po udoskonaleniach RWD-10 (badania w locie prowadził pilot doświadczalny Kazimierz Chorzewski) był najbardziej „rasowym” samolotem akrobacyjnym dwudziestolecia międzywojennego w Polsce.
Wojsko Polskie nie wyraziło zainteresowania samolotem i maszyna ta nie znalazła się w szkołach lotniczych. Dopiero po Challenge 1934 samolotem tym zainteresowały się aerokluby. Instytut Techniczny Lotnictwa w 1936 r. wydał samolotowi certyfikat i polskie lotnictwo cywilne złożyło zamówienie na 20 egzemplarzy (pieniądze uzyskano częściowo ze składek społecznych). W samolotach produkowanych seryjnie wprowadzono przedłużoną owiewkę za kabiną pilota, zastosowano silnik PZInż. Junior oraz podwozie z amortyzacją olejowo-powietrzną. Ster kierunku uległ zmniejszeniu, a lotki zostały skrócone. Pierwsze dwa seryjne egzemplarze wyprodukowano wiosną 1937 r. i otrzymały znaki SP-BGT i SP-BGY, trzeci otrzymał oznaczenie SP-BGZ. Latem 1937 r. wyprodukowano pozostałe egzemplarze, które nosiły znaki od SP-BLH do SP-BLZ oraz SP-KTT i SP-SPW. 16 września 1937 r., na lotnisku mokotowskim w Warszawie, RWD-10 zostały uroczyście przekazane polskim aeroklubom.
W 1938 r. zbudowano kolejne 2 egzemplarze. Każdy z wyprodukowanych egzemplarzy kosztował 24 000 zł. Aeroklub Warszawski i Aeroklub Lwowski otrzymały do eksploatacji po 4 egzemplarze RWD-10, do pozostałych aeroklubów trafiły 1-2 samoloty.

## Użytkowanie samolotu
Pierwszy publiczny pokaz akrobacji, w wykonaniu Andrzeja Włodarkiewicza, miał miejsce 14 i 15 września 1935 r. w Warszawie. Pokaz odbył się w ramach III Międzynarodowego Meetingu Lotniczego na lotnisku mokotowskim. Przy swych małych rozmiarach RWD-10 miał silnik o stosunkowo sporej mocy, co w połączeniu z doskonałą sterownością zaowocowało doskonałymi właściwościami w akrobacji. W 1936 r. Andrzej Włodarkiewicz na RWD-10 stoczył pozorowaną walkę z PZL P.6, w której zwyciężył dzięki doskonałej zwrotności samolotu.
Samolot był przyjemny w pilotażu, jednak małe siły od sterów spowodowały 15 września 1937 r. oderwanie się sklejkowego pokrycia płata podczas wyprowadzania z nurkowania (Andrzej Włodarkiewicz uratował się na spadochronie). Również w 1937 r. miał miejsce wypadek złamania się płata podczas akrobacji wykonywanej przez Rolanda Kalpasa, jednak nastąpiło to po wcześniejszym uderzeniu tym egzemplarzem w stóg siana podczas lądowania, co nie zostało po tym fakcie ujawnione. Po tych wydarzeniach konstrukcję płata wzmocniono. Pod sterem doświadczonego pilota mógł prezentować akrobację na najwyższym poziomie. Samolot wymagał od pilota bardzo uważnego pilotażu. Witold Rychter w swoich wspomnieniach odnotował:

Wyczułem, że wymaga on niezwykle delikatnego prowadzenia, trzymania drążka dosłownie dwoma palcami, a orczyka — czubkami butów. Nie znosi brutalności, a więc wymaga wykonywania bardzo łagodnych i niewielkich ruchów sterami

We wrześniu 1938 r. jeden egzemplarz RWD-10 (SP-BLO), pilotowany przez Zbigniewa Oleńskiego, wziął udział w Rajdzie Bałtyckim zorganizowanym przez Aeroklub Warszawski. 6 września podczas pokazu akrobacji w Tallinnie zderzył się z powierzchnią wody jeziora Ülemiste. W wyniku katastrofy samolot został rozbity, a pilot odniósł obrażenia kręgosłupa. W związku z katastrofami ITL przeprowadził ponowne badania samolotu, w ich wyniku wzmocniono mocowanie pokrycia do płata. W samolocie występowało również zjawisko flatteru. Aby je usunąć, konstruktorzy przeprowadzili szereg badań i konsultacji, Stanisław Rogalski pojechał w tym celu do Wielkiej Brytanii i Niemiec, aby dowiedzieć się więcej o naturze tego zjawiska. Zmiany wprowadzone w konstrukcji płata zażegnały problem.
Żaden z egzemplarzy RWD-10 nie przetrwał kampanii wrześniowej.

## Opis konstrukcji

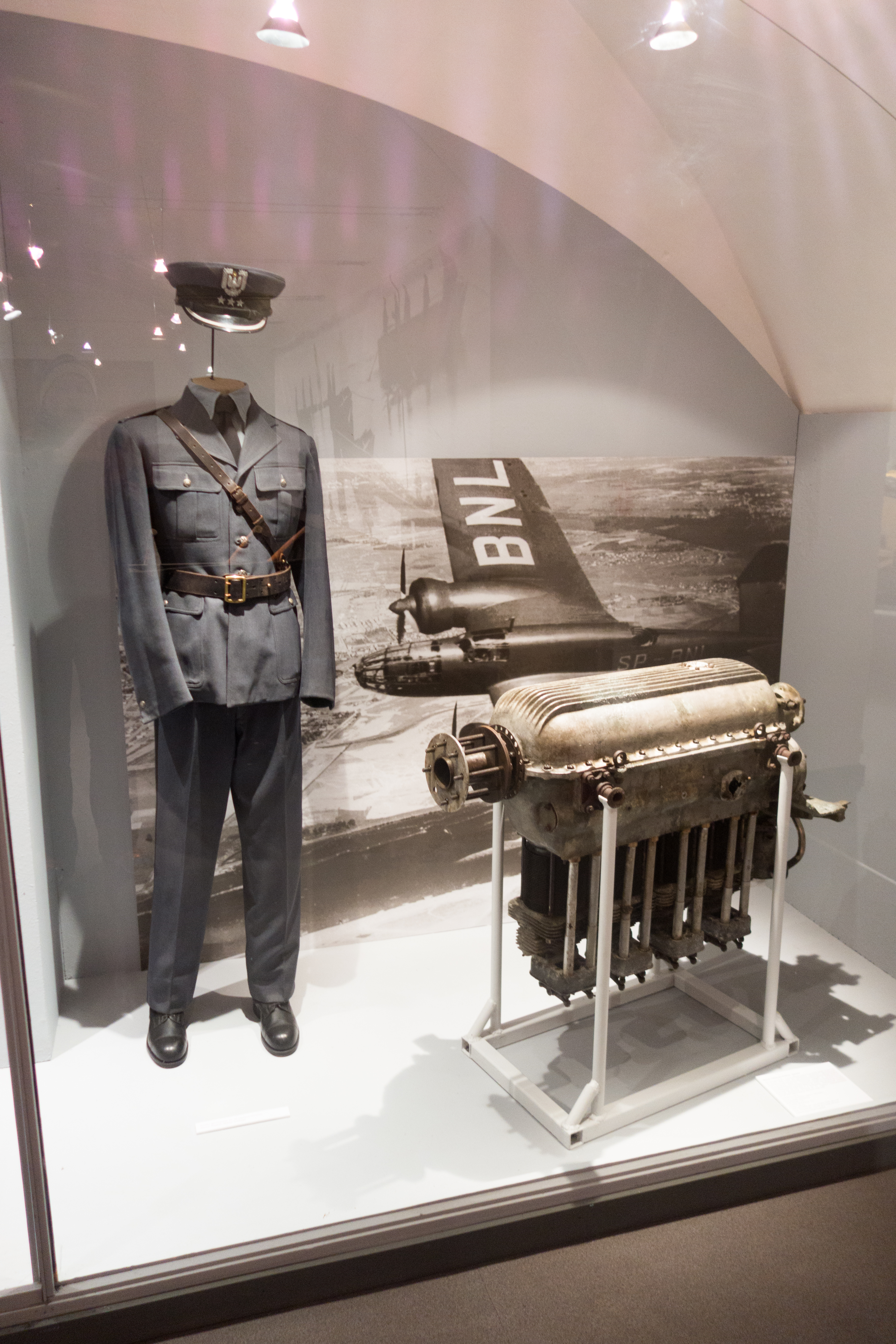
Silnik lotniczy PZInż. Junior na wystawie w Muzeum Polskiej Techniki Wojskowej

Jednomiejscowy samolot akrobacyjny w układzie górnopłatu o konstrukcji mieszanej. Kadłub o konstrukcji kratownicowej wykonanej ze spawanych rur stalowych i listew drewnianych, pokryty płótnem. Kabina pilota odkryta, osłonięta wiatrochronem. Obudowa silnika wykonana z blachy aluminiowej, za silnikiem był umieszczony zbiornik paliwa. Fotel pilota dostosowany do spadochronu plecowego. Tablica przyrządów wyposażona w prędkościomierz, wysokościomierz, obrotomierz, ciśnieniomierz oleju oraz wskaźnik poziomu paliwa.
Płat dwudzielny o obrysie trapezowym i o konstrukcji dwudźwigarowej. Do pierwszego dźwigara kryty sklejką, dalej płótnem. Podparty dwoma parami zastrzałów usztywnionych naciągami z linek stalowych. Odstęp pomiędzy dźwigarami wynosił 650 mm, żebra płata były umieszczone co 250 mm. Lotki zamontowane w płacie miały napęd za pomocą rur skrętnych i popychaczy, kąt wychylenia lotek wynosił 10° w dół i 25° w górę.
Usterzenie klasyczne, krzyżowe, wolnonośne. Stateczniki kryte sklejką, stery płótnem. Napęd sterów linkowy, linki steru wysokości biegły na zewnątrz kadłuba a do steru kierunku wewnątrz.
Podwozie samolotu klasyczne, stałe, z płozą ogonową. Amortyzacja kół głównych olejowo-powietrzna, płozy resorem z pięciu piór 40 x 4 mm. Koła główne 400 x 155 mm z oponami Dunlop i hamulcami.
Napęd – w prototypie zastosowano silnik Cirrus Hermes IIB o mocy nominalnej 105 KM przy 1900 obr./min i mocy startowej 115 KM oraz o masie 135 kg. W egzemplarzach seryjnych zastosowano chłodzony powietrzem, odwrócony czterocylindrowy silnik rzędowy PZInż. Junior o mocy nominalnej 110 KM (82 kW) i startowej 120 KM (90 kW). Silnik napędzał drewniane dwułopatowe śmigło Szomański o stałym skoku.

## Malowanie
Samoloty miały przód i dół kadłuba, podwozie oraz zastrzały malowane na kolor ciemnoczerwony. Na kadłubie, z obu stron, umieszczono znaki rejestracyjne. W niektórych egzemplarzach na kadłubie malowano również nazwy fundatorów. Płat malowany był od dołu na kolor ciemnoczerwony ze srebrnym kesonem i srebrnymi literami znaków rejestracyjnych. Góra płata była malowana na srebrno z ciemnoczerwonym kesonem i literami. W ostatnich egzemplarzach (SP-BMA, -BMB, -BMC, -KTT i -SPW) płat został pomalowany na srebrno z ciemnoczerwonym kesonem i literami, zarówno od góry jak i od dołu. Na stateczniku pionowym malowano logo LOPP i napis RWD-10.